# Hof Sailtheim
Hof Sailtheim, teilweise auch nur Sailtheim, ist ein Wohnplatz auf der Gemarkung des Lauda-Königshofener Stadtteils Deubach im Main-Tauber-Kreis im fränkisch geprägten Nordosten Baden-Württembergs.

## Geographie
Hof Sailtheim liegt etwa 2 Kilometer nördlich von Deubach. Weitere umgebende Orte sind Hofstetten nach etwa 500 Metern im Nordwesten, Kützbrunn nach etwa 2 Kilometern im Norden, Messelhausen nach etwa 2,5 Kilometern im Nordosten, Hof Marstadt etwa 2,5 Kilometern im Osten, Königshofen nach etwa 2,5 Kilometern im Südwesten und Marbach nach etwa 2,5 Kilometern im Westen.

## Geschichte
Der Ort wurde im Jahre 1383 erstmals urkundlich als Seyltal erwähnt. Hof Sailtheim gelangte im 14. Jahrhundert von den von Finsterlohr und anderem Adel an den Deutschen Orden.
Mit Deubach kam der Hof zu Beginn des 19. Jahrhunderts an das Königreich Württemberg und gehörte zum Oberamt Mergentheim. Auf dem Messtischblatt Nr. 6424 „Königshofen“ von 1881 war der Ort als Sailtheim mit neun Gebäuden und einer Capelle verzeichnet. Von 1938 bis 1971 lag der Wohnplatz im Landkreis Mergentheim. Bis 1971 blieb er mit der Gemeinde Deubach somit eine Enklave im umliegenden Gebiet des Landkreises Tauberbischofsheim.  
Der Wohnplatz kam im Rahmen der Gebietsreform in Baden-Württemberg als Teil der ehemals selbständigen Gemeinde Deubach am 1. Januar 1972 zur Stadt Lauda. Am 1. Januar 1975 vereinigte sich wiederum die Stadt Lauda mit der Stadt Königshofen und der Gemeinde Unterbalbach zur Stadt Lauda-Königshofen.

## Kulturdenkmale
Kulturdenkmale in der Nähe des Wohnplatzes sind in der Liste der Kulturdenkmale in Lauda-Königshofen verzeichnet.
- Hofkapelle (auf einem Messtischblatt von 1881 verzeichnet)[1]

## Verkehr
Der Ort ist über drei Straßen zu erreichen: Einen von der K 2800 bei Deubach abzweigenden Wirtschaftsweg, einen von der K 2801 bei Hofstetten abzweigenden Wirtschaftsweg sowie über die Verlängerung der Seiltheimer Straße aus Richtung Königshofen, die als Wirtschaftsweg durch einen Wald bergauf führt. Vor Ort befindet sich die Straße Hof Sailtheim.